# کوه چیکامین
کوه چیکامین (به انگلیسی: Chikamin Peak) یک کوه در ایالات متحده آمریکا است که در شهرستان کیتیتاس، واشینگتن واقع شده‌است. کوه چیکامین ۲٬۱۳۳٫۶۳ متر بالاتر از سطح دریا واقع شده‌است.